# Slovenski biografski leksikon
Le Slovenski biografski leksikon (SBL) est un ouvrage de référence biographique de personnalités importantes de la nation slovène. Il concerne les personnes nées sur le territoire de l'État actuel ou qui lui sont étroitement liés.

## Historique
Les travaux ont commencé en 1921 avec la première publication d'une liste de noms. 
Après la Seconde Guerre mondiale, l'Académie slovène des sciences et des arts (SAZU) a repris le financement et la publication du premier volume, publié en 1925. En 1991, le travail a été complété avec 15 volumes ainsi qu'un volume de registre et 5031 articles. Les travaux avaient été interrompus entre 1935 et 1952 en raison de l'instabilité politique, puis de nouveau pendant de courtes périodes dans les années 1960 et 1970.
Une édition en ligne est en cours d'élaboration depuis 2009. Le premier volume a été publié en décembre 2013.

## Contenu
1. Volume : Abraham - Erberg. 1925, pages 1–160
2. Volume : Erberg - Hinterlechner. 1926, pages 161–320
3. Volume : Hinterlechner - Kocen. 1928, pages 321–480
4. Volume : Kocen - LUZAR. 1932, pages 481–688 + I

1. Volume : Maas - Mrkun. 1933, pages 1–160
2. Volume : Mrkun - Petejan. 1935, pages 161–320
3. Volume : Peterlin - Pregelj. 1949, pages 321–480
4. Volume : Pregelj - Qualle. 1952, pages 481–611 + VIII

1. Volume Raab - Schmidt. 1960, pages 1–224
2. Volume : Schmidt - Steklasa. 1967, pages 225–464
3. Volume : Stel - Švikaršič. 1971, pages 225–742 + XXXII

1. Volume , Lager - Trtnik. 1980, pages 1–204
2. Volume , Trubar - Vodaine. 1982, pages 205–500
3. Volume , Waters - Zdesar. 1986, pages 501–780
4. Volume , Zdolšek - Žvanut. 1991, pages 781–1049 + XXXII

index des personnes. 1991, 245 pages